# Северу де Мендоса, Нуну Жозе
Дон Нуну Жозе Северу де Мендоса Ролин де Мора Баррету, 1-й Герцог Лоле и 9-й граф де Вале де Рейш (порт. Nuno José Severo de Mendoça Rolim de Moura Barreto; 6 ноября 1804, Лиссабон — 22 мая 1875, там же) — португальский политический и государственный деятель периода конституционной монархии. Лидер Исторической партии Португалии, министр, трижды председатель Совета министров — премьер-министр Португалии (1856—1859, 1860—1865 и 1869—1870).

## Биография
Благородного происхождения.   Сын Агостиньо Домингаса Жозе де Мендосы Ролима де Моуры Баррето, 1-го маркиза де Лоле, и Марии Маргариты де Кармо де Менезеш
В 1827 году женился на инфанте, младшей дочери короля Жуана VI Ане де Хесус Португальской.
Поддерживал короля Педру IV в борьбе против реакционеров-мигелистов. В январе 1833 года был назначен министром иностранных дел. Вскоре вступил в либеральную Историко-прогрессивную партию, в связи с чем впал в немилость у короля.
Во время народного восстания 1846—1847 гг. вступил в связь с революционной хунтой в Порту и в 1846 г. был назначен хунтой гражданским губернатором Коимбры. После поражения движения, оставаясь умеренным либералом, занял руководящее положение среди правых конституционалистов. В 1871—1873 гг. — председатель палаты пэров Португалии.